# Unicki ikonostas z cerkwi Zwiastowania w Supraślu

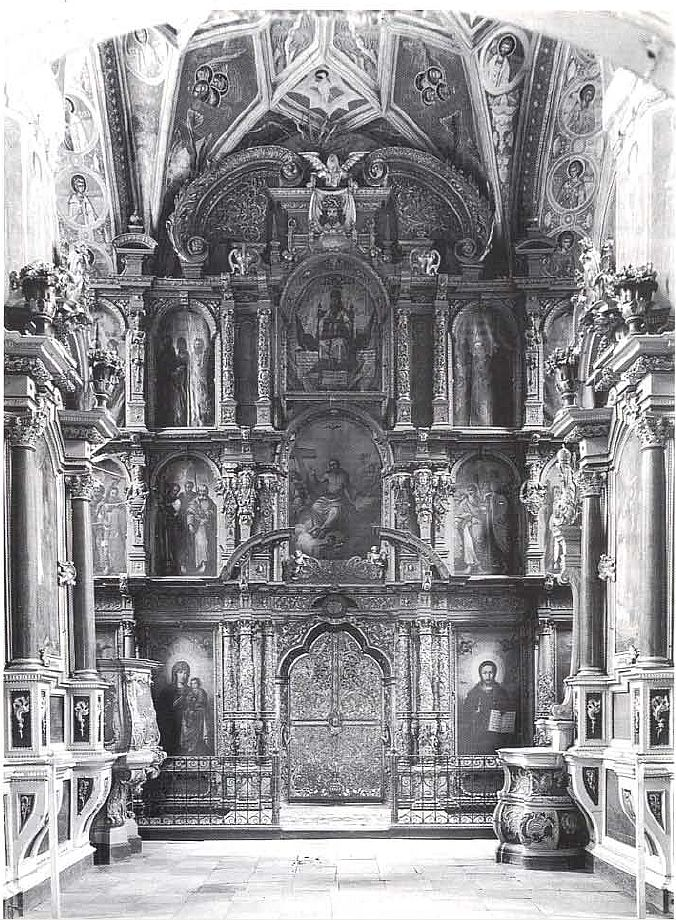
Unicki ikonostas w głównej cerkwi monasterskiej w Supraślu. Stan z 1936

Ikonostas z monasterskiej cerkwi Zwiastowania w Supraślu został zamówiony dla świątyni w 1643 przez przełożonego miejscowego klasztoru unickiego, Nikodema Szybińskiego. Dzieło miało zastąpić starszą tego typu konstrukcję, powstałą jeszcze w okresie, gdy monaster w Supraślu był własnością Kościoła prawosławnego. Ikonostas został dostarczony do Supraśla w 1664. Był trzyrzędowy, wykonany w stylu renesansu gdańskiego. W najniższym rzędzie ikon znajdowały się wizerunki przeniesione ze starszego ikonostasu, w wyższych - nowe obrazy. Ikonostas został zniszczony przez stacjonujące w Supraślu wojska radzieckie w latach 1940-1941.
Ikonostas supraski był jednym z najcenniejszych zabytków unickiej sztuki sakralnej na Podlasiu.

## Historia

### Historia powstania
Monaster Zwiastowania w Supraślu został założony w końcu XV w. jako klasztor prawosławny. Na własność unitów przeszedł, po kilkudziesięcioletnim konflikcie, w 1635. Uniccy mnisi rozbudowali monaster i wstawili do wnętrza jego świątyń nowe wyposażenie. Nowy ikonostas dla głównej cerkwi monasterskiej zamówił opat Nikodem Mokosiej Szybiński, sprawujący obowiązki od 1636 do śmierci w 1643. Zamówienie wsparli finansowo Chodkiewiczowie, ktitorzy klasztory. Gotowa konstrukcja została dostarczona do Supraśla dopiero 8 czerwca 1664.
Według Maroszka ikonostas został zamówiony w pracowni Andrzeja Modzelewskiego w Gdańsku. Załęski twierdzi, że Modzelewski nie prowadził własnego warsztatu w Gdańsku, a jedynie przybył do Supraśla, by wykonywać niektóre prace (złocenia rzeźb i ikon) przy ikonostasie wykonanym przez innych twórców. Klasztorny Synodyk nazywa Modzelewskiego malarzem wileńskim. Zdaniem Załęskiego analiza podobieństw między ikonostasem supraskim a ołtarzem głównym bazyliki katedralnej Wniebowzięcia Najświętszej Maryi Panny w Pelplinie pozwala domniemywać, że dzieło powstało w warsztacie Jana i Gerarda Hanów w Gdańsku, jedynych w Gdańsku twórców katolickich ołtarzy, wykonywanych na zamówienie biskupa pelplińskiego. Przeciwko tezie o powstaniu ikonostasu w Gdańsku wystąpiła w 2012 Joanna Tomalska. Zdaniem badaczki w gdańskich warsztatach w czasie powstania dzieła obowiązywała już inna stylistyka. Sugerowanie przez kronikarzy klasztornych, iż ikonostas powstał właśnie w Gdańsku, miało być środkiem podniesienia prestiżu dzieła. W ocenie Tomalskiej bardziej prawdopodobne jest jednak wykonanie konstrukcji w Wilnie.
Ikony napisał malarz Wincenty.

### XIX - XX w.
W 1839 Kościół unicki w Imperium Rosyjskim (poza ziemią chełmską) został zlikwidowany, a monaster w Supraślu ponownie przeszedł w ręce mnichów prawosławnych. W 1907 mnisi usunęli z unickiego ikonostasu rzeźby jako nieprzystające do prawosławnej sztuki sakralnej. W 1910 biskup białostocki Włodzimierz, będący równocześnie przełożonym monasteru supraskiego, zwrócił się do Komisji Archeologicznej Świątobliwego Synodu Rządzącego z prośbą o zgodę na usunięcie całego ikonostasu. Nie uzyskał jej jednak, a Komisja stwierdziła, że dzieła sztuki sakralnej z widocznymi wpływami zachodnimi znajdują się nawet w cerkwiach w Moskwie.
Po I wojnie światowej rzymskokatolicka diecezja wileńska, zakon salezjanów (którzy przejęli zabudowania klasztoru prawosławnego), proboszcz katolickiej parafii w Supraślu oraz służby konserwatorskie z Warszawy podjęli działania na rzecz restauracji kompleksu klasztornego. Pracami renowacyjnymi przy ikonostasie zainteresował się w 1919 premier Felicjan Sławoj-Składkowski, który osobiście przekazał na ten cel 2500 zł (łączny koszt prac oszacowano na 8 tys.).

### Zniszczenie ikonostasu
Po wkroczeniu wojsk radzieckich do Supraśla w 1939 żołnierze zmusili salezjanów do opuszczenia klasztoru, zmienili główną cerkiew w salę gimnastyczną i warsztat, sukcesywnie zdewastowali wyposażenie świątyni. Ikonostas został ostatecznie zniszczony w 1941, gdy żołnierze porąbali go na opał, podobnie jak ambonę, ołtarze boczne i wstawione w dwudziestoleciu międzywojennym organy.

## Opis
Ikonostas wykonany był z drewna w stylu renesansu gdańskiego. Składał się z trzech rzędów ikon, między którymi umieszczone były ozdobne ornamenty roślinne i niewielkie rzeźbione figury. Pierwotnie cała konstrukcja była złocona. Łączna wysokość ikonostasu wynosiła 12 metrów.
W rzędzie dolnym ikonostasu, po dwóch stronach carskich wrót znalazły się tradycyjne wizerunki Matki Bożej i Chrystusa Pantokratora. Po jego prawej stronie znajdowała się ikona patronalna cerkwi przedstawiająca Zwiastowanie, dalej zaś wizerunek Michała Archanioła, umieszczony na połączonych z ikonostasem drzwiach do zakrystii. Z kolei z lewej strony rzędu, na lewo od ikony Matki Bożej, znajdowały się wyobrażenia Melchizedeka i św. Jana Teologa. Ponad carskimi wrotami umieszczono figurę anioła trzymającego w ręce napis w języku cerkiewnosłowiańskim: Swiat, Swiat, Swiat Gospod Sawaof (pol. Święty, Święty, Święty Pan Bóg Zastępów). W drugim rzędzie umieszczone zostały ikony Narodzenia Pańskiego, Chrystusa Zbawiciela w otoczeniu Dwunastu Apostołów. Centralną ikoną najwyższego rzędu ikonostasu był wizerunek Boga Ojca w otoczeniu dwunastu proroków starotestamentowych. Po jego lewej stronie ukazany został Jakub z drabiną, po prawej - Mojżesz ukazujący Izraelitom miedzianego węża. Ponad ostatnim rzędem widoczna była dodatkowa ikona-Mandylion; trzymał ją w dłoniach kolejny rzeźbiony anioł.
Ikony w ikonostasie pochodziły w różnych okresów, być może niektóre z nich zostały przeniesione do niego ze starszego ikonostasu. Specjalnie dla nowej konstrukcji wykonano ikony w dwóch górnych rzędach, które powstały na płótnach rozpiętych na krosnach. Ikony w najniższym rzędzie zostały napisane na blasze. Autor nowych ikon, mistrz Wincenty, musiał pochodzić z Rzeczypospolitej, ponieważ przedstawiane przez siebie postacie ukazał w polskich strojach.